# Marko Starman
Marko Starman, slovenski politik, * 20. junij 1969.
V času 8. vlade Republike Slovenije je bil državni sekretar na ministrstvu za okolje in prostor. Predhodno je bil državni sekretar na ministrstvu za pravosodje.